# آيت بوحموش (آيت وانكا الشمالية)
آيت بوحموش هو دُوَّار يقع بجماعة تمزوزت، إقليم الحوز، جهة مراكش آسفي في المملكة المغربية. ينتمي الدوّار لمشيخة آيت وانكا الشمالية التي تضم 16 دوار. يقدر عدد سكانه بـ 208 نسمة حسب الإحصاء الرسمي للسكان والسكنى لسنة 2004.

## وصلات خارجية
- البوابة الوطنية للجماعات الترابية
- المندوبية السامية للتخطيط